# Іжтімаїят
40°47′41″ пн. ш. 72°12′17″ сх. д. / 40.79472° пн. ш. 72.20472° сх. д.
Іжтімаїят (узб. Ижтимоият, Ijtimoiyat) — міське селище в Узбекистані, в Алтинкульському районі Андижанської області.
Розташоване у Ферганській долині, за 3 км на схід від Алтинкуля, на автошляху Андижан—Алтинкуль—Чинабад.
Населення 0,96 тис. мешканців (1990). Статус міського селища з 2009 року.